# Pia Borgli
Pia Dan Borgli, född 28 april 1959, är en norsk skådespelare.
Hon rekryterades 1979 till Oslo Nye Teater, där hon sedan dess främst har verkat. Här har hon bland annat spelat Hilde Wangel i Henrik Ibsens Bygmester Solness. Hon debuterade inom filmen i 50/50 (1982), och har senare varit med i filmer som Galskap! (1985), Hører du ikke hva jeg sier! (1995) och Maja Steinansikt (1996). Hon har även spelat i tv-serier som Pilen flyttebyrå (1987) och Amalies jul (1995).
Pia Borgli är gift med Morten Bruenech, och paret har två söner. Hon är faster till skådespelerskan Vanessa Borgli.

## Filmografi (urval)
- 1982 – 50/50
- 1985 – Galskap!
- 1987 – Pilen flyttebyrå (TV-serie)
- 1995 – Hører du ikke hva jeg sier!
- 1995 – Amalies jul (TV-serie)
- 1996 – Maja Steinansikt
- 1998 – Gurin med rävsvansen (röst)